# Вишневое (Лохвицкий район)
Вишневое (укр. Вишневе) — село,
Заводской городской совет,
Лохвицкий район,
Полтавская область,
Украина.
Код КОАТУУ — 5322610601. Население по переписи 2001 года составляло 29 человек.

## Географическое положение
Село Вишневое находится в 2,5 км от правого берега реки Артополот.
К селу примыкает большой массив искусственных прудов (~250 га).

## История
- 1929 — дата основания как посёлок.
- 2007 — изменён статус с посёлка на село.